# Protarcys lutescens
Protarcys lutescens är en bäcksländeart som beskrevs av František Klapálek 1912. Protarcys lutescens ingår i släktet Protarcys och familjen rovbäcksländor. Inga underarter finns listade i Catalogue of Life.